# Limasawa
Limasawa   (en cebuano Lungsod sa Limasawa ; en tagalog : Bayan ng Limasawa) est une île et une municipalité de la province de Leyte du Sud, aux Philippines.
Lors du recensement de 2020, sa population s'élève à 6 191 habitants.

## Géographie
L'île, qui porte également le nom d'île de Sarangani, est située à environ 6 kilomètres au sud de la pointe de l'île de Leyte, dans la mer de Bohol ; elle mesure environ 10 kilomètres du nord au sud. C'est la plus petite municipalité de la province, tant en termes de superficie (6,98 kilomètres carrés) que de population.
Limasawa est divisée administrativement en 6 barangays :
- Cabulihan
- Lugsongan
- Magallanes (Poblacion)
- San Agustin (Tawid)
- San Bernardo (Tigib)
- Trianas

## Histoire
Limasawa est mentionnée sous le nom de Mazaua par le chroniqueur Antonio Pigafetta : Magellan y débarque avec la Victoria le 26 mars 1521 lors du premier voyage autour du monde ; le 16 mars 1521, le navigateur portugais avait atteint l'île de Homonhon (en) dans le golfe de Leyte ; il y rencontre le souverain de Limasawa, le rajah Calambus, dont les éclaireurs avaient observé l'arrivée des Européens ; le 26 mars 1521, Magellan accompagne le rajah jusqu'à son île ; le 31 mars, la première messe catholique des Philippines y aurait été célébrée : cet événement est considéré comme le début de la christianisation de l'archipel philippin. Magellan et Calambus nouent des relations amicales et deviennent des casicasi (frères de sang), avant que l'expédition européenne ne quitte finalement Limasawa pour Cebu.
Jusqu'en 1957, Limasawa est un barrio de la municipalité de Malitbog ; en 1957, plusieurs barrios de Malitbog, dont Limasawa, sont détachés et regroupés pour former la municipalité de Padre Burgos. En 1978, à la demande des habitants de l'île de Limasawa, les six barangays qui la composent ont été détachés et séparés de la municipalité de Padre Burgos et constitués en municipalité indépendante.
| 1990 | 1995 | 2000 | 2007 | 2010 | 2015 | 2020 |
| ---- | ---- | ---- | ---- | ---- | ---- | ---- |
| 4519 | 4927 | 5157 | 5831 | 5835 | 6061 | 6191 |